# Смагул, Бахытбек
Бахытбек Смагул (6 февраля 1960 г.род Казалинский район, Кызылординская область) — казахстанcкий государственный и общественный деятель, поэт, писатель. Председатель Ассоциации организаций ветеранов войны в Афганистане «Ветераны Казахстана»

## Биография
Родился 6 февраля 1960 года в Казалинском районе Кызылординской области.
- 1975—1978 гг. Окончил профессиональное техническое училище г. Казалинска по специальности мастер сельского строительства.
- 1979—1981 гг. После специальной подготовки 27 декабря 1979 года, призван в ряды Советской Армии для прохождения воинской службы в Демократической Республике Афганистан.
- 1982—1985 гг. Окончил Алматинский строительный техникум по специальности: «Промышленное-гражданское строительство».
- 2000—2004 гг. Окончил Центрально-Азиатский университет по специальности: «Юрист».
- 2004—2008 гг. Окончил Казахский национальный университет им. Аль-Фараби по специальности «журналистика».
- Служил в рядах Советской Армии, в Афганистане (1978—1981).

## Трудовой деятельности
- 1985—1989 гг. Инженер технадзора Калиниского РСУ
- 1989—1996 гг. Заместитель директора кооператива
- 1995—1996 гг. Начальник УВС города Алматы
- 1996—1997 гг. Директор рынка «Болашак» города Алматы
- 1997—1998 гг. Главный администратор Зелёного рынка города Алматы
- 1989—1999 гг. Директор рынка «Салем»
- 2000—2005 гг. Заместитель генерального директора ТОО «ТайКазанТехносервис»
- 2005—2011 гг. Председатель ассоциации «Казахстан ардагерлері», президент спортивного клуба таэквон-до имени А. Шайхиева и ОФ «Сауап».

## Прочие должности
- Заместитель председателя Ассоциации воинов-афганцев
- Председатель ассоциации «Казахстан ардагерлері»
- Президент спортивного клуба таэквон-до имени А. Шайхиева и ОФ «Сауап» (2005—2011)

## Выборные должности, депутатство
- С 20 января 2012 года, избран депутатом Мажилиса Парламента Республики Казахстан пятого созыва, член партии «Нур Отан», член Комитета по социально-культурному развитию.
- С 25 марта 2016 года, избран депутатом Мажилиса Парламента Республики Казахстан шестого созыва,, член партии «Нур Отан», член Комитета по социально-культурному развитию.

## Научные труды
- Автор книг «Ауганнын от жалыны», «Война, которую видел я», «Кан кешкен кундер», «Намыстын кулы-Алаштын улы», «Каһарман», «Уш ыырла жебе».
- Автор «Кодекса чести» Вооруженных Сил Республики Казахстан утвержденный Министром обороны РК.

## Награды
- Орден Курмет;
- Орден Айбын 2 степени (2012);[1]
- Медаль «10 лет Конституции Республики Казахстан» (2005);
- Медаль «10 лет Астане» (2008);
- Почётная грамота Совета МПА СНГ (16 апреля 2015 года, Межпарламентская ассамблея СНГ) — за активное содействие в организации и проведении акции Межпарламентской Ассамблеи государств — участников СНГ «Эстафета Памяти»[2];
- Орден Парасат (Указом президента РК от 2 декабря 2021 года);
- «Почетный гражданин» Казалинского района Кызылординской области и Кербулакского района Алматинской области.